# 심선택
심선택(沈璿澤, 일본식 이름: 靑松璿澤아오마쓰 센타쿠, 1871년 10월 11일 ~ 1943년 7월 10일)은 대한제국과 일제강점기의 관료로, 호는 긍동(肯東)이며 본적은 전라남도 장성군 장성읍이다.

## 생애
1904년 11월 1일 성균관 박사(판임관 6등)에 임명되었고 1908년 10월 호남학회 평의원을 역임했다. 1920년부터 1940년 12월 31일까지 경학원 강사를 역임했으며 1923년 2월 조선민립대학기성회 장성군 발기인으로 참여했다. 1924년 3월 전남유도창명회(全南儒道彰明會, 전라남도의 유림 단체) 회원을 역임했고 1927년 《장성읍지(長城邑誌)》 간행에 참여했다.
1927년 6월 3일부터 1930년 6월 2일까지 조선총독부 중추원 참의를 역임했고 1928년 11월 16일 일본 정부로부터 쇼와 대례 기념장을 받았다. 1930년 6월 2일 정7위에 서위되었으며 1939년 11월 1일 조선유도연합회 평의원을 역임했다. 친일파 708인 명단의 중추원 부문, 민족문제연구소의 친일인명사전 수록자 명단의 중추원 부문, 친일반민족행위진상규명위원회가 발표한 친일반민족행위 705인 명단에 포함되었다.

## 가족 관계
- 증조부 : 심희지(沈喜之)
- 증조모 : 울산 김씨
- 증조모 : 창녕 조씨
  - 할아버지 : 심능홍(沈能弘)
  - 할머니 : 진천 송씨
    - 아버지 : 심의성(沈宜成)
    - 어머니 : 창녕 조씨
      - 형님 : 심영택(沈瑛澤)
      - 형수 : 동래 정씨
      - 부인 : 제주 양씨
        - 장남 : 심상대(沈相大)
        - 며느리 : 문화 류씨, 류사금
          - 손자 : 심나섭(沈羅燮)
          - 손녀 : 심목섭(沈木燮)
          - 손녀 : 심경숙(沈慶淑)
          - 손녀 : 심금자(沈錦慈)

        - 차남 : 심상득(沈相得)
        - 며느리 : 진주 강씨, 강귀례
          - 손자 : 심맹섭(沈孟燮)
          - 손자 : 심남섭(沈南燮)
          - 손자 : 심금섭(沈金燮)
          - 손녀 : 심하섭(沈夏燮)
          - 손녀 : 심구자(沈鳩子)
          - 손녀 : 심주호(沈周昊)

        - 장녀 : 청송 심씨
        - 사위 : 울산 김씨, 김복규

## 같이 보기
- 심환진
- 심종석
- 심종협

## 참고자료
- 친일반민족행위진상규명위원회 (2009). 〈심선택〉. 《친일반민족행위진상규명 보고서 Ⅳ-9》. 서울. 438~443쪽.